# Paectes albescens
Paectes albescens is een vlinder uit de familie van de Euteliidae. De wetenschappelijke naam van de soort is voor het eerst geldig gepubliceerd in 1912 door Hampson.